# Community Manager (gerente de comunidade)

## Community Manager (gerente de comunidade)
Community Manager, ou gerente de comunidade, é o profissional responsável por construir, gerenciar e engajar comunidades em torno de marcas, produtos, serviços ou causas. Essa função tem se tornado essencial no cenário digital, onde a criação de conexões genuínas com o público é cada vez mais valorizada.

### Funções e responsabilidades
O papel do Community Manager (ou gerente de comunidade) vai além das redes sociais. Ele atua como ponte entre a organização e seus públicos, fomentando o engajamento, escutando feedbacks, promovendo eventos, resolvendo conflitos e estimulando conversas significativas. Sua missão é nutrir uma comunidade ativa, fiel e participativa, gerando valor tanto para os membros quanto para a marca.
Segundo David Spinks, autor do livro The Business of Belonging, o community manager é essencial para conectar comunidades à estratégia de negócios. Ele defende que comunidades bem estruturadas aumentam retenção, fidelização e geração de valor contínuo para empresas.

### Habilidades necessárias
O papel do Community Manager exige uma combinação rara de habilidades humanas e estratégicas. Esse profissional precisa ser um facilitador, alguém que sabe ouvir com atenção, comunicar com autenticidade e agir com propósito. A empatia, a curiosidade e a capacidade de criar conexões genuínas são tão importantes quanto o pensamento analítico e a visão de longo prazo.
No livro Hacking Communities, Laís de Oliveira destaca que a construção de comunidades vibrantes depende da sensibilidade para lidar com diversidade, cultivar cultura e manter um espaço seguro para trocas significativas. O Community Manager, portanto, atua como um guardião da cultura e como catalisador do crescimento coletivo — alguém que entende que comunidades fortes se constroem com confiança, escuta e intenção.

### Estratégias de engajamento
Engajar uma comunidade exige mais do que simplesmente publicar conteúdos: é preciso gerar conversas significativas, oferecer valor real e criar experiências que façam sentido para os membros. Estratégias eficazes envolvem ativar gatilhos emocionais, sociais e contextuais, criando conexões autênticas que incentivem a participação espontânea.
Conteúdos com valor prático, que resolvem dores reais da comunidade, aliados a narrativas envolventes e compartilháveis, fortalecem o vínculo entre os membros e mantêm a comunidade ativa. Além disso, ações como rituais, reconhecimentos e escuta ativa contribuem para o sentimento de pertencimento e tornam a comunidade um espaço vivo e relevante.

### Influência e mudança de comportamento
Community Managers também desempenham um papel relevante em mudanças de comportamento, dentro ou fora da comunidade. Em The Catalyst, Jonah Berger defende que ao invés de empurrar ideias, o ideal é remover barreiras à mudança. Esse princípio é útil quando a comunidade resiste a novidades ou mudanças de diretrizes, permitindo uma gestão mais fluida e eficaz.

### Métricas e indicadores de sucesso
Mensurar o impacto de uma comunidade é fundamental para demonstrar seu valor estratégico e garantir sua sustentabilidade. Emiliano Agazzoni, fundador da Community Manager School, enfatiza que a definição de métricas deve estar alinhada aos objetivos da empresa. Em seu artigo "FRAMEWORK: Métricas para sua comunidade de marca com 75 KPIs de sucesso", Agazzoni apresenta um modelo abrangente com 75 indicadores que auxiliam na avaliação do desempenho de comunidades de marca.
Dentre os principais indicadores destacados por Agazzoni, estão:
- Membros ativos: medir a quantidade de membros que participam ativamente em determinado período (diário, semanal ou mensal) é essencial para entender o engajamento da comunidade.
- Taxa de retenção: avaliar quantos membros continuam ativos após um período específico ajuda a identificar a fidelização e o valor percebido pelos participantes.
- Conversão de eventos: analisar a proporção de inscritos que efetivamente comparecem a eventos permite avaliar a eficácia das estratégias de mobilização.
- Net Promoter Score (NPS): mensurar a probabilidade de membros recomendarem a comunidade a outros é um indicativo da satisfação e do valor entregue.

Agazzoni ressalta que, para que as métricas sejam eficazes, é necessário que estejam diretamente conectadas aos objetivos estratégicos da organização. Ele propõe a realização de sessões de alinhamento entre os responsáveis pela comunidade e as lideranças da empresa, utilizando ferramentas como o CM School Canvas ou o Community Canvas, para definir metas claras e indicadores de sucesso que reflitam o impacto da comunidade nos resultados do negócio.
Além disso, Agazzoni destaca que o engajamento não deve ser o objetivo final, mas sim um meio para alcançar metas mais amplas, como aumento da satisfação do cliente, redução do churn ou impulsionamento de vendas. Portanto, é crucial que os Community Managers adotem uma abordagem orientada por dados, utilizando métricas que realmente reflitam o valor gerado pela comunidade.

### Formação e capacitação
A formação de um Community Manager pode ocorrer de maneira autodidata ou por meio de programas especializados. 
A Community Manager School, criada por Emiliano Agazzoni, é uma das iniciativas de destaque no Brasil e na América Latina. Ela oferece uma base prática e estratégica, focada no modelo de crescimento liderado por comunidade (Community-Led Growth), e tem ajudado a formar gestores que enxergam comunidades como ativos de negócio com impacto mensurável.

### Importância estratégica
Com a ascensão do modelo de Community-Led Growth, o community manager deixou de ser um papel tático para se tornar estratégico. Empresas inovadoras o integram desde o início do desenvolvimento de produtos, posicionando as comunidades como ativos centrais de crescimento, inovação e retenção de clientes.
1. ↑  Spinks, David. doi.org https://doi.org/10.1049/iet-tv.47.12368. Consultado em 7 de junho de 2025 Em falta ou vazio |título= (ajuda)
2. ↑  Spinks, David. doi.org https://doi.org/10.1049/iet-tv.47.12368. Consultado em 7 de junho de 2025 Em falta ou vazio |título= (ajuda)
3. ↑  Basílio, Laís Lemos de Oliveira. «Um Módulo de Análise de Saídas para o ASiA». Consultado em 7 de junho de 2025
4. ↑  Berger, Warren; Berger, John (16 de março de 2017). «Case Closed! Neuroanatomy». doi:10.1201/9781315382142. Consultado em 7 de junho de 2025
5. ↑  Agazzoni, Emiliano. «Framework Emiliano Agazzoni». Emiliano Agazzoni. Linkedin (1)